# Melanocanthon bispinatus
Melanocanthon bispinatus är en skalbaggsart som beskrevs av Robinson 1941. Melanocanthon bispinatus ingår i släktet Melanocanthon och familjen bladhorningar. Inga underarter finns listade i Catalogue of Life.

## Bildgalleri

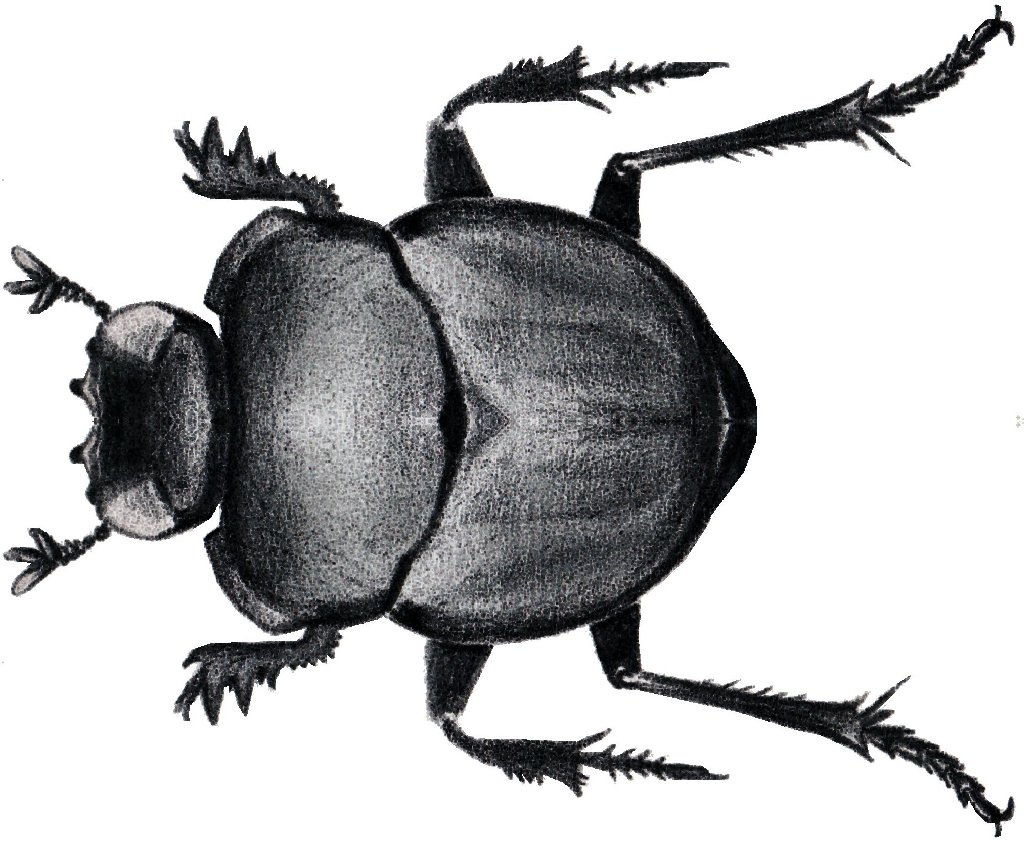